# كونفلان سانت أونورين

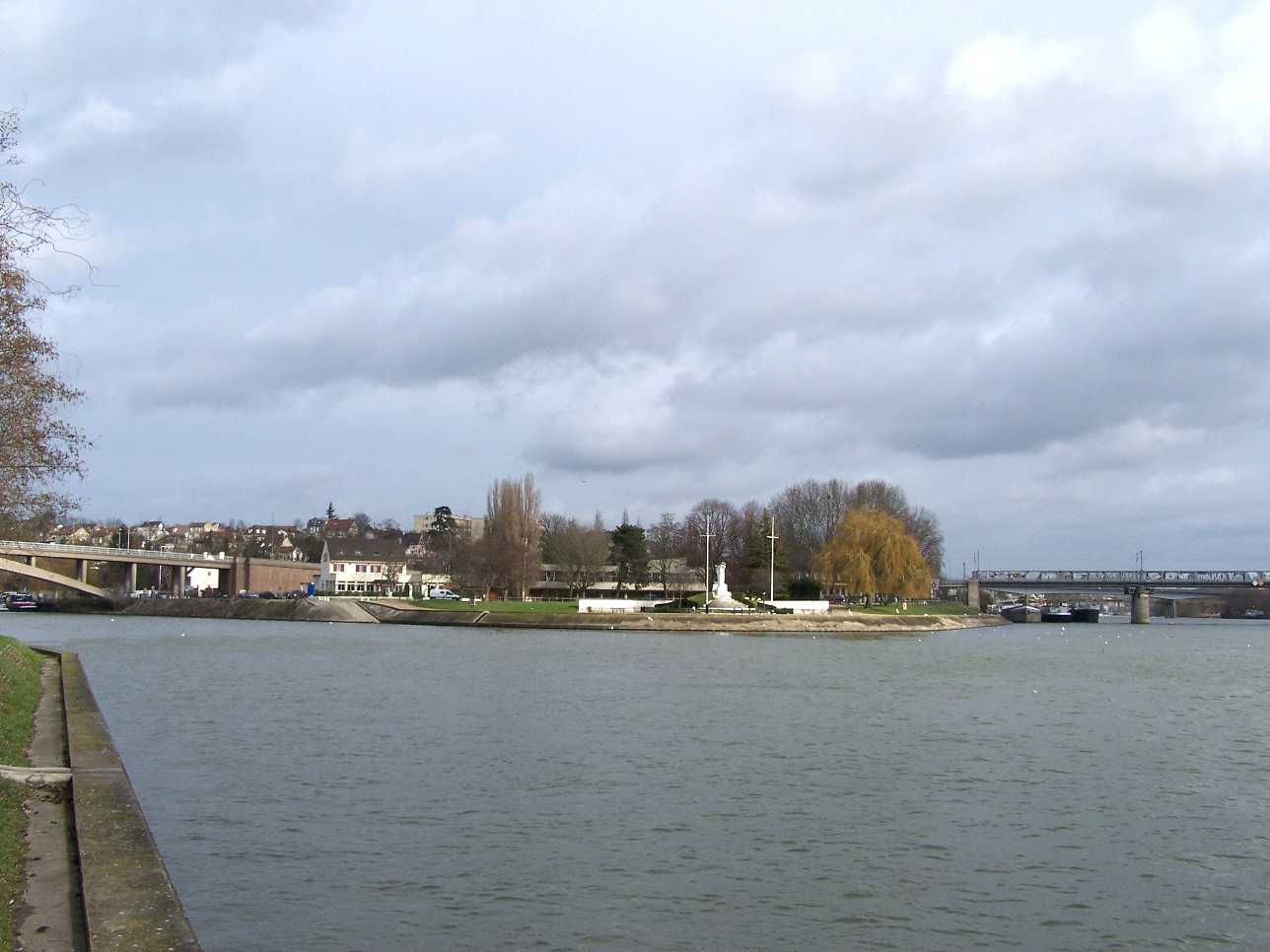
التقاء نهري واز (يسار) وسين (يمين)

كونفلان سانت أونورين، هي بلدية في إيفلين في منطقة إيل-دو-فرانس في شمال وسط فرنسا. تقع في الضواحي الشمالية الغربية لباريس، 24.2 كيلومتر (15.0 ميل) من وسط باريس.
سبب تسمية البلدة في الأصل يعود إلى موقعها الجغرافي عند التقاء نهري السين وواز. حصلت القرية على إضافة «سانت أونورين» في القرن الثالث عشر بعد الأنثى القديسة هونوريتا، التي تم تخزين اثارها هناك منذ عام 876.
تعتبر كونفلان سانت أونورين عاصمة الممرات المائية الداخلية الفرنسية بسبب موقعها الاستراتيجي، ولا تزال الضفة اليمنى لنهر السين مبطنة بالصنادل (على الرغم من أنها تستخدم الآن بشكل رئيسي كمراكب). تحتفل المدينة بـ «العفو الوطني للبطارية» في ذكرى أهميتها السابقة للشحن الداخلي.

## المواصلات
يتم تقديم كونفلان سانت أونورين بواسطة محطة كونفلان سانت أونورين على خط السكك الحديدية الإقليمية ترانسليان باريس- سان- لازار.
يتم تقديمه أيضًا من قبل محطة كونفلان -فين دواز وهي محطة تبادل على خط باريس RER A وعلى ضواحي خط سكة حديد ترانسليان باريس- سان- لازار.

## التعليم
اعتبارًا من 2016 تضم مدارس المدينة 4,258 طالبًا. هناك تسع مدارس تمهيدية عامة، وسبع مدارس ابتدائية عامة، ومدرسة خاصة واحدة، ومدرسة ريجيونال دو بريمير درجة (ERPD).
المدارس الابتدائية:
- مدرسة élémentaire Chennevières
- École élémentaire Clos-d'en-Haut
- مدرسة élémentaire Côtes-Reverses
- مدرسة élémentaire Gaston-Rousset
- École élémentaire Grandes-Terres
- مدرسة élémentaire Henri-Dunant
- مدرسة élémentaire Paul-Bert

لدى Médiathèque Blaise-Cendrars مستندات رقمية وخدمات وسائط متعددة.

## حدائق ومنتجعات ترفيهيه
يحتوي مركز أكواتيك دي كونفلان على مسبح المدينة.

## شخصيات
- صامويل كوكو فيلوين، رياضي
- ميشيل روكار، رئيس الوزراء الفرنسي السابق (1988-1991)، الحزب الاشتراكي، العمدة السابق لكونفلانز (1977-1994)
- جان بول هوشون، رئيس المجلس الإقليمي لإيل دو فرانس، الحزب الاشتراكي، عمدة كونفلان السابق (1994-2001)
- نيكولاس روش، راكب دراجات أيرلندي محترف، ولد هنا عام 1984
- ولد شرب، رسام الكاريكاتير والصحفي الفرنسي الساخر في كونفلان.
- نيكولاس سيرسن، لاعب كرة طائرة في جامعة ولاية أوهايو. أفضل لاعب وطني في AVCA (2016). بطولة ناسا لأفضل لاعب (2017).

## المدن التوأم - المدن الشقيقة
توأمت كونفلان سانت أونورين مع:
- Großauheim (هاناو)  [لغات أخرى]‏, ألمانيا
- شيماي، بلجيكا
- رامسجيت، إنجلترا، المملكة المتحدة

## روابط خارجية
- الموقع الرسمي نسخة محفوظة 5 يونيو 2012 at Archive.is (بالفرنسية)
- مكتب السياحة Conflans (بالفرنسية)
- INSEE